# Eustrotia brunneicolor
Eustrotia brunneicolor là một loài bướm đêm trong họ Noctuidae.